# Rimuš

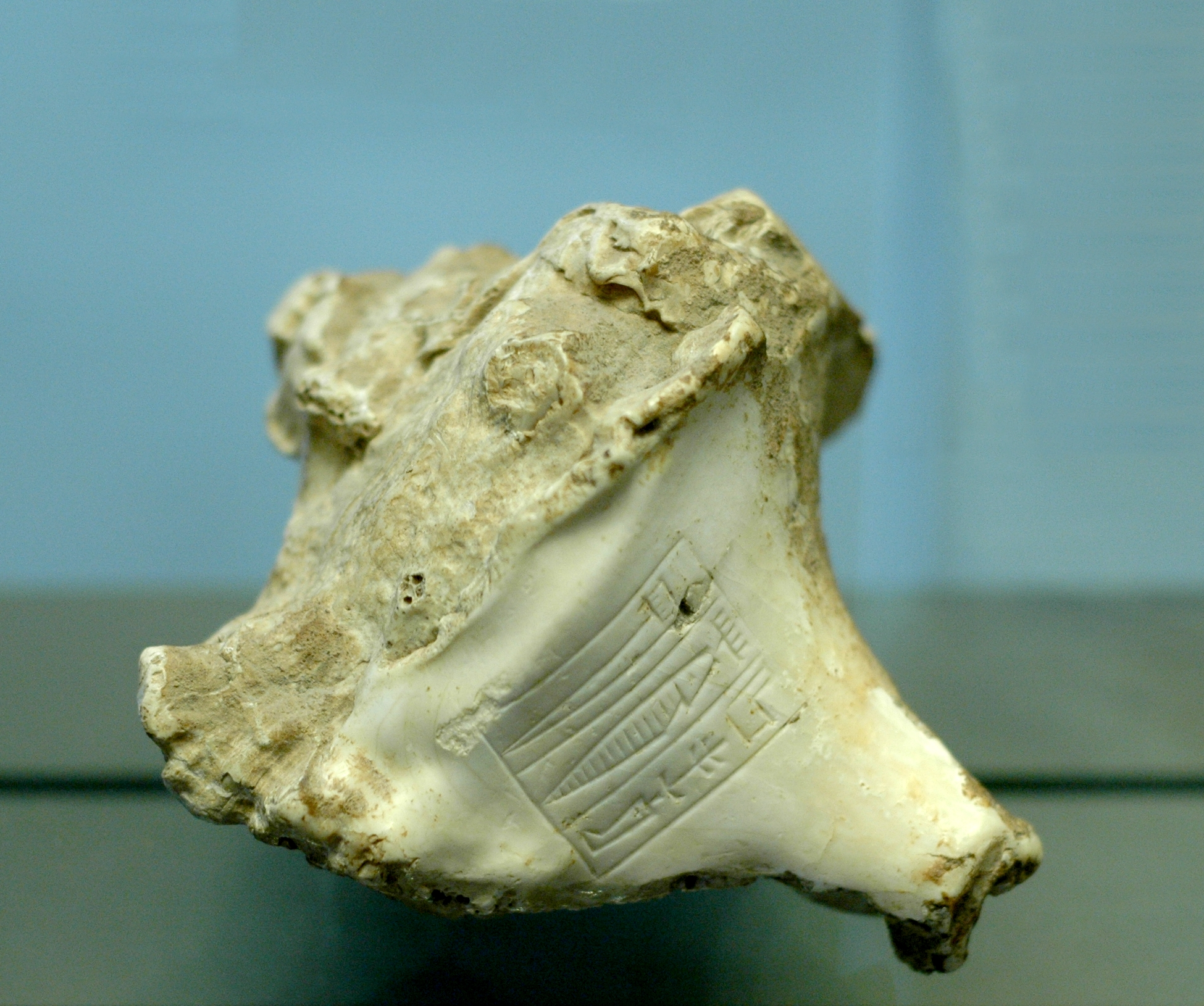
Inschrift mit dem Namen Rimuš

Rimuš war von 2283 bis 2274 v. Chr. (mittlere Chronologie) bzw. 2219 bis 2210 v. Chr. (kurze Chronologie) König von Akkad und der Sohn von Sargon von Akkad und Tašlultum.

## Name
Der Name Rimuš (transkribiert: Rīmuš) bedeutet „sein  Wildstier“. Es handelt sich um eine Kurzform des Namens mit der vermutlichen Bedeutung „(Der König[ssohn] ist) sein (= Ilabas, oder ihr = Ištars) Wildstier“.

## Datierung
Bisher wurde angenommen, dass Rimuš, der jüngere Bruder des Maništušu, zuerst herrschte. Eine Ur-III-zeitliche Fassung der sog. „Sumerischen Königsliste“, die 2003 veröffentlicht wurde, macht eine umgekehrte Reihenfolge sehr wahrscheinlich. Die Nennung von, unter Rimuš eingeführten, genauen Zahlen der Getöteten und Gefangenen von Naram-Sin spricht ebenfalls dafür, da unter Maništušu solche Erwähnungen fehlen. Die Datierungen der Regierungszeiten tragen der neuen Erkenntnis Rechnung.

## Geschichte
Unter Rimuš zeigen Inschriften die aufkommende Instabilität im Reich von Akkade, die von Kämpfen gegen die Städte Adab und Zabalam südlich von Nippur berichten. Auch Kazallu, zwischen Kisch und Nippur, erhob sich gegen ihn.
Die „Kriegsberichterstattung“ wird unter ihm ungewöhnlich genau; 12.052 Erschlagene und 5.862 Gefangene werden, nach Niederwerfung des Aufstandes von Kazallu, genannt.
Eroberte Gebiete in Elam und im Hochland des Zagros-Gebirges mussten ebenfalls verteidigt werden. Ein Feldzug gegen Abalgamas von Parahsum wird gewonnen. In diesem Zusammenhang fanden zahlreiche Deportationen statt, die die Lage in den verschiedenen Landesteilen wieder beruhigen sollten. Zahlreiche Gefangene wurden in Arbeitslager gebracht; es wird geschätzt, dass dadurch ein Drittel der männlichen Arbeitskräfte den Städten verloren ging.
Nachdem die Aufstände im Land zunächst niedergeschlagen wurden, erwähnt Rimuš, dass er nun für den Gott Enlil das obere (Mittelmeer) und das untere Meer (Persischer Golf) sowie die Berge fest in der Hand halte. Die Ruhe sollte jedoch nicht lange anhalten, denn nach nur neun Jahren wurde Rimuš ermordet. Naram-Sin, der Sohn Maništušus, übernahm die Nachfolge.